# Марсельська Опера
Марсельська опера (фр. L’Opéra de Marseille) або Муніципальна опера (фр. Opéra Municipal) — оперний театр у французькому місті Марселі, один з найстаріших і найвідоміших у країні.

## З історії театру
Вважається, що ще 1685 року на тенісних полях було збудовано перший оперний будинок у Марселі, і таким чином Марсельська опера стала другою у Франції за часом виникнення після опери в місті Бордо.
Однак, перший справжній театр у Марселі — Гран-Театр (Grand-Théâtre) або Салє Бово (Salle Bauveau) збудували 1787 року.
У роки благополуччя, що настали по Французькій революції на сцені Марсельської опери були поставлені найвідоміші опери того часу — «Ріголетто» і Il Trovatore Верді (1860), а також постановки 1866 року «Лючія ді Ляммермур» та «Севільський цирюльник» за участю відомої оперної діви Аделіни Патті (Adelina Patti). Са́ме у Марсельській опері вперше у Франції було здійснено постановки низки найвідоміших світових оперних творів — так, 1877 року тут відіграли прем'єру на французькій землі «Аїди», 1912 року — «La Fanciulla del West», 1890го року — «Гамлета».
По декількох роках після появи електрики в місті, в листопаді 1919 року внаслідок великої пожежі було вщент зруйновано будівлю, збудовану у XVIII столітті, — від неї зосталися лише каркас та зовнішня колонада.
Теперішній будинок опери (Opéra Municipal de Marseille) був спроектований архітекторами Ебардом (Ebrard), Кастелем (Castel) та Раймондом (Raymond), а його урочисте відкриття датовано 4 грудня 1924 року.
Вже на новій сцені Марсельської опери відбулося чимало дебютів на французькій землі всесвітньо відомих співаків, таких як Пласідо Домінґо, Альфредо Краус, Рената Скотто.